# Чатакович, Хамза
Хамза Чатакович (босн. Hamza Ćataković; род. 15 января 1997, Цазин, Босния и Герцеговина) — боснийский футболист, нападающий клуба «Сараево».

## Карьера

### Клубная карьера
Хамза начал заниматься футболом в юношеской команде «Поле» из Цазина, затем выступал за «Краину», а в 2015 году он перешёл в молодёжную команду «Сараево».
20 марта 2016 года нападающий дебютировал в Премьер-лиге Боснии в дерби со «Славией», спустя шесть минут после выхода на замену Чатакович отметился забитым мячом.
В начале 2017 года нападающий перешёл в словацкий «Тренчин» на правах аренды. Спустя полгода «Тренчин» выкупил его контракт за 120 тысяч евро.
Летом 2021 года подписал контракт с болгарским ЦСКА из Софии.

### В сборной
Хамза выступал за юношескую сборные Боснии и Герцеговины до 19 лет.